# Pedicularis canescens
Pedicularis canescens är en snyltrotsväxtart som beskrevs av Tsoong. Pedicularis canescens ingår i släktet spiror, och familjen snyltrotsväxter. Inga underarter finns listade i Catalogue of Life.